# Areta Rock
L'Areta Rock (in lingua inglese: Roccia Areta) è uno spuntone roccioso situato a sudest del Monte Spann, nelle Panzarini Hills dell'Argentina Range, nei Monti Pensacola, in Antartide. 
La roccia è stata mappata dall'United States Geological Survey (USGS) sulla base di rilevazioni e foto aeree scattate dalla U.S. Navy nel periodo 1956-67.
La denominazione è stata assegnata dall'Advisory Committee on Antarctic Names (US-ACAN), in onore del luogotenente Eduardo Ferrin Areta, ufficiale 
delle Forze armate argentine responsabile della Stazione Ellsworth nell'inverno del 1961.